# Neue Kirche (Jokkmokk)

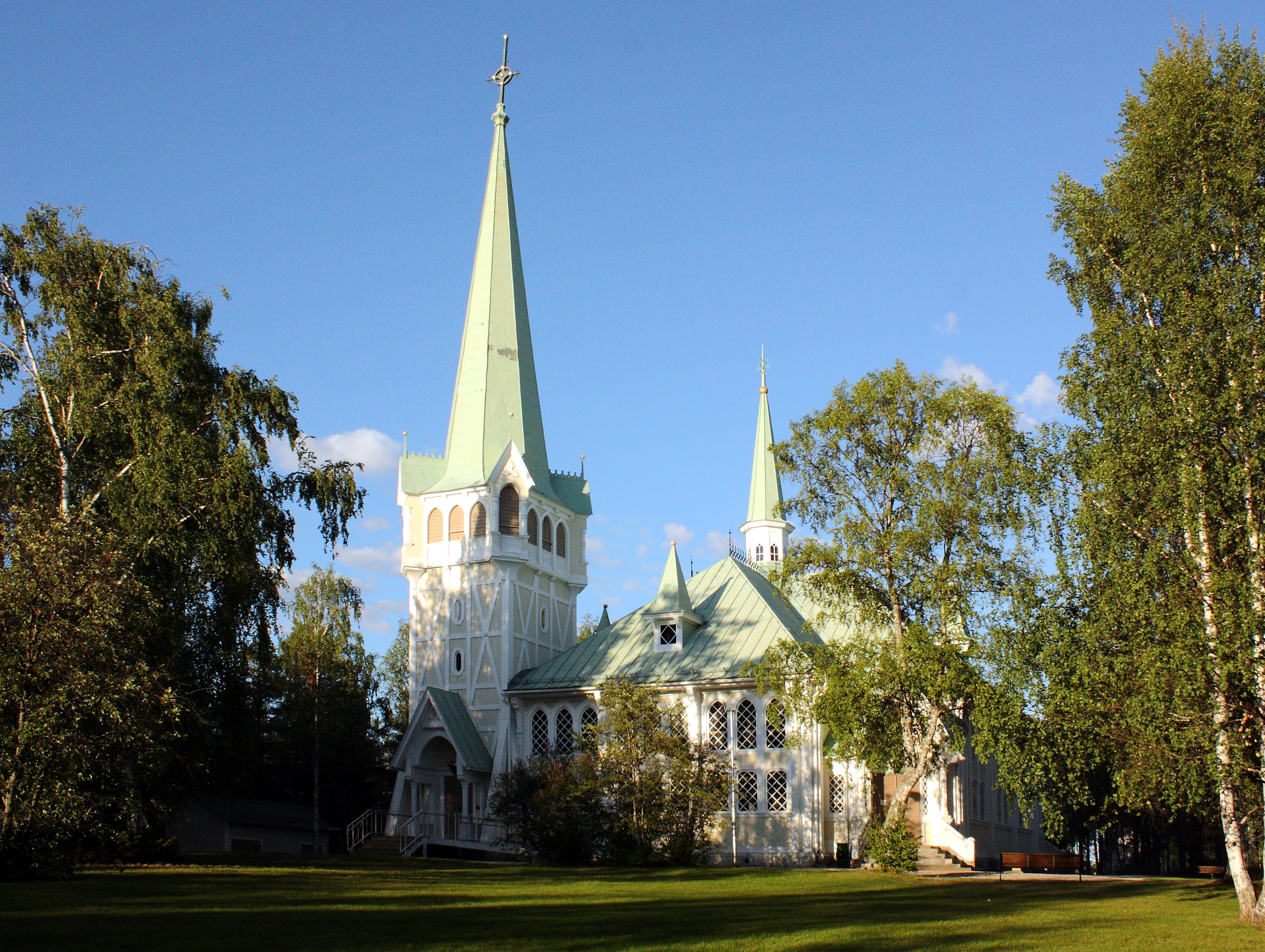
Neue Kirche in Jokkmokk

Die Neue Kirche (schwedisch: Jokkmokks nya kyrka) ist eine evangelisch-lutherische Kirche im nordschwedischen Jokkmokk. Sie wurde 1887/88 nach Plänen des Architekten Ernst Jacobsson gebaut. Die Kirchengemeinde Jokkmokk gehört zum Bistum Luleå der Schwedischen Kirche.
Die Kirche ist ein Beispiel der Holzarchitektur des ausgehenden 19. Jahrhunderts. Das Gebäude ist in seinem Grundriss quadratisch, wobei sich an einer Ecke ein Turm erhebt, während zwei weitere Ecken von Eingängen mit Vorhalle eingenommen werden. In der vierten Ecke befindet sich die Sakristei. Zwischen diesen Eckräumen befinden sich an drei Seiten Emporen, während die vierte Seite den Chor mit dem Altar bildet. Der Kirchenraum macht einen offenen und zeltähnlichen Eindruck und verweist damit auf die zur Bauzeit vorwiegend samische Bevölkerung dieses Gebietes.